# Mesocyphona
Mesocyphona is een ondergeslacht van het insectengeslacht Erioptera binnen de familie steltmuggen (Limoniidae).

## Soorten
- E. (Mesocyphona) aglaia (Alexander, 1945)
- E. (Mesocyphona) albicapitella (Edwards, 1912)
- E. (Mesocyphona) apicinigra (Alexander, 1927)
- E. (Mesocyphona) bicinctipes (Alexander, 1913)
- E. (Mesocyphona) bievexa (Alexander, 1967)
- E. (Mesocyphona) bivittata (Loew, 1873)
- E. (Mesocyphona) caliptera (Say, 1823)
- E. (Mesocyphona) celestior (Alexander, 1957)
- E. (Mesocyphona) conica (Savchenko, 1972)
- E. (Mesocyphona) costalis (Alexander, 1913)
- E. (Mesocyphona) cynthia (Alexander, 1946)
- E. (Mesocyphona) diffusa (Alexander, 1921)
- E. (Mesocyphona) distincta (Alexander, 1912)
- E. (Mesocyphona) dulcis (Osten Sacken, 1877)
- E. (Mesocyphona) eiseni (Alexander, 1913)
- E. (Mesocyphona) euphrosyne (Alexander, 1945)
- E. (Mesocyphona) evergladea (Alexander, 1933)
- E. (Mesocyphona) factiosa (Alexander, 1943)
- E. (Mesocyphona) femoraatra (Alexander, 1950)
- E. (Mesocyphona) fossarum (Loew, 1873)
- E. (Mesocyphona) fuscodiscalis (Alexander, 1938)
- E. (Mesocyphona) gagneana (Alexander, 1970)
- E. (Mesocyphona) gulosa (Alexander, 1943)
- E. (Mesocyphona) histrio (Alexander, 1945)
- E. (Mesocyphona) immaculata (Alexander, 1913)
- E. (Mesocyphona) incurvata (Alexander, 1971)
- E. (Mesocyphona) inornatipes (Alexander, 1925)
- E. (Mesocyphona) intercepta (Alexander, 1947)
- E. (Mesocyphona) invariegata (Alexander, 1921)
- E. (Mesocyphona) iquitosensis (Alexander, 1946)
- E. (Mesocyphona) knabi (Alexander, 1913)
- E. (Mesocyphona) latilimbata (Alexander, 1970)
- E. (Mesocyphona) leonensis (Alexander, 1946)
- E. (Mesocyphona) leucopasta (Alexander, 1927)
- E. (Mesocyphona) lilliputina (Savchenko, 1972)
- E. (Mesocyphona) maculosa (Edwards, 1912)
- E. (Mesocyphona) melanderiana (Alexander, 1946)
- E. (Mesocyphona) minuta (Lackschewitz, 1940)
- E. (Mesocyphona) modica (Alexander, 1927)
- E. (Mesocyphona) needhami (Alexander, 1918)
- E. (Mesocyphona) pachyrhampha (Alexander, 1967)
- E. (Mesocyphona) parva (Osten Sacken, 1860)
- E. (Mesocyphona) portoricensis (Alexander, 1933)
- E. (Mesocyphona) quadrifurcata (Alexander, 1928)
- E. (Mesocyphona) saturata (Alexander, 1927)
- E. (Mesocyphona) scabrifolia (Alexander, 1967)
- E. (Mesocyphona) serpentina (Alexander, 1941)
- E. (Mesocyphona) spinifera (Savchenko, 1972)
- E. (Mesocyphona) splendida (Alexander, 1913)
- E. (Mesocyphona) subcynthia (Alexander, 1967)
- E. (Mesocyphona) subdulcis (Alexander, 1937)
- E. (Mesocyphona) subhistrio (Alexander, 1967)
- E. (Mesocyphona) surinamensis (Alexander, 1947)
- E. (Mesocyphona) tantilla (Alexander, 1916)
- E. (Mesocyphona) testacea (Lackschewitz, 1964)
- E. (Mesocyphona) thalia (Alexander, 1945)
- E. (Mesocyphona) triangularis (Alexander, 1945)
- E. (Mesocyphona) troglodyta (Edwards, 1918)
- E. (Mesocyphona) turrialbae (Alexander, 1945)
- E. (Mesocyphona) venustipes (Alexander, 1926)
- E. (Mesocyphona) whitei (Alexander, 1930)
- E. (Mesocyphona) withycombei (Alexander, 1930)